# 미셸 고메즈
미셸 고메즈(Michelle Gomez, 1966년 4월 21일 ~ )는 스코틀랜드의 배우이다.

## 출연 작품

### 영화
- New World Disorder (1999)
- 크로모포비아 (2005, Chromophobia)
- Wedding Belles (2007)
- 웨딩 비디오 (2012, The Wedding Video)

### 텔레비전
- 더 빌 (1996, 1998)
- Green Wing (2004-07)
- 올리버 트위스트 (2007)
- Bad Education (2012-13)
- 닥터 후 (2014-17)
- 고담 (2015)
- 플라이트 어텐던트 (2020-22)
- 둠 패트롤 (2021-23)
- 로앤오더: 성범죄 전담반 (2023)